# GACKTracks -ULTRA DJ ReMIX-
『GACKTracks –ULTRA DJ ReMIX-』(ガクトラックス ウルトラ ディージェー リミックス)は、2015年7月1日に発売されたGACKTのリミックスアルバム。

## 解説
- リミックスアルバムとしては、『Remix Of Gackt』以来、15年ぶりのリリースとなった。また、CD+DVD、CDの2バージョンで発売された。
- 本作はシングル、アルバムに収録されている曲を問わず、全てリミックスバージョンで収録されている。

## 収録曲
1. ANOTHER WORLD (☆Taku Takahashi ReMIX)
9thシングル。 GACKTの代表曲のうちの一つ。ベストアルバム『BEST OF THE BEST vol.1 -WILD-』に収録されている再録バージョンを基にリミックスされた。
2. JESUS (TeddyLoid ReMIX)
28thシングル。
3. キミのためにできること (TJO & YUSUKE from BLU-SWING ReMIX)
8thシングル。ベストアルバム『BEST OF THE BEST vol.1 -MILD-』に収録されている再録バージョンを基にリミックスされた。
4. REDEMPTION (STUDIO APARTMENT ReMIX)
24thシングル。
5. CUBE (DanceFloorExperience Mix / MARC PANTHER)
8thシングルのカップリング。アルバム初収録。
6. WHITE LOVERS -幸せなトキ- (DAICHI YOKOTA ReMIX)
43rdシングル。
7. LU:NA (DJ OMKT ReMIX)
3rdアルバム『MOON』及び、15thシングル「Lu:na/OASIS」の1曲目。
8. OASIS (MITOMI TOKOTO ReMIX)
4thシングル及び、15thシングル「Lu:na/OASIS」の2曲目。サウンドトラック『「SLO-PACHINKO GLADIATOR EVOLUTION」 Original Soundtrack』に収録されている再録バージョンを基にリミックスされた。
9. CLAYMORE (ULTRA DJ ReMIX / DJ KOO)
ベストアルバム『BEST OF THE BEST vol.1 -WILD-』収録。
10. 小悪魔ヘヴン (FPM EURODISCO MIX)
31stシングル。
11. SECRET GARDEN (Jazztronik ReMIX)
7thシングル。
12. キミに逢いたくて (Jazzin'park D&B ReMIX)
18thシングル。
13. 暁月夜 -DAY BREAKERS- (el poco maro ReMIX)
45thシングル。アルバム初収録。
14. 忘れないから (ROCKETMAN ReMIX)
11thシングル。